# 今、咲き誇る花たちよ
「今、咲き誇る花たちよ」（いま、さきほこるはなたちよ）は、コブクロの24枚目のシングル。2014年2月19日にワーナーミュージック・ジャパンから発売された。

## 解説
前作「One Song From Two Hearts/ダイヤモンド」から7ヶ月ぶりのリリースで、アルバム『One Song From Two Hearts』からのシングルカットで、表題曲とそのカラオケトラックのみを収録した廉価シングル（税込555円）で発売。
表題曲は、NHK「ソチオリンピック」、「パラリンピック」テーマソングであり、シングルカットは、「ソチオリンピック」の時期に合わせている。
2013年末の『第64回NHK紅白歌合戦』に出場し、表題曲を歌唱した。

## 収録曲
作詞・作曲：小渕健太郎　編曲：コブクロ
1. 今、咲き誇る花たちよ（4:46）
2. 今、咲き誇る花たちよ （Instrumental）（4：46）

## 収録アルバム
- One Song From Two Hearts
- ALL TIME BEST 1998-2018
- Seasons Selection〜Winter〜
- ALL SEASONS BEST